# Brasiliens riksvapen
Brasiliens riksvapen har funnits sedan Brasilien blev en republik i slutet av 1800-talet.
Riksvapnet består av ett emblem omgivet av grenar av kaffe och tobak, som båda är viktiga grödor i Brasilien. I den blå cirkeln i mitten finns stjärnbilden Södra korset och de 27 stjärnorna vid cirkelns kant representerar Brasiliens 26 delstater och det federala distriktet. På det blå bandet finns Brasiliens officiella namn (República Federativa do Brasil) och det datum då den federativa republiken skapades, 15 november 1889.
Till sin form har riksvapnet en hel del likheter med socialistiska emblem, men de designades först långt senare på 1900-talet.